# NISA Investment Advisors
NISA Investment Advisors (NISA) er en amerikansk formueforvaltningsvirksomhed med hovedkvarter i Clayton, Missouri. De har aktiver under forvaltning for 439 mia. USD.
Forgængeren til NISA var National Investment Services of America, en formueforvaltningsvirksomhed der var baseret i Milwaukee, Wisconsin. I 1994 blev National Investment Services of America delt i tre separate enheder og en disse var NISA.